# The Luring Lights
The Luring Lights è un film muto del 1915 diretto da Robert G. Vignola.

## Trama
Per sottrarsi al controllo della zia, rigida e severa, Anna si unisce a una compagnia di giro dove si innamora di Darnton, l'attore che interpreta le parti di cattivo. La loro relazione, però, viene messa in crisi dall'abuso di alcool, in cui cade lo stesso Darnton, indottovi da Anna. Quando la compagnia giunge a New York, si scioglie e Anna diventa amica di Rita, una ragazza sfrenata che la presenta a Marbridge. Dopo aver litigato con Darnton, Anna fa baldoria insieme a Rita, ma le due restano vittime di un incidente stradale quasi mortale. Resa sobria dalla brutta avventura, Anna si riconcilia con Darnton e trova lavoro come protagonista in una commedia. Ma Enwright, l'impresario, per evitare sbandate sentimentali nella troupe, spedisce Darnton a Chicago. Anna, senza l'innamorato, si sente sempre più depressa e lo spettacolo ne risente. Enwright, alla fine, se ne convince e fa ritornare Darnton che riprende in scena il suo ruolo di cattivo con grande gioia di Anna.

## Produzione
Il film fu prodotto dalla Kalem Company.

## Distribuzione
Distribuito dalla General Film Company, il film uscì nelle sale cinematografiche USA il 29 novembre 1915.